# دیوید جیرادو
دیوید جیرادو (انگلیسی: David Giraudo؛ زادهٔ ۳ فوریهٔ ۱۹۷۰) بازیکن فوتبال اهل فرانسه است.
از باشگاه‌هایی که در آن بازی کرده‌است می‌توان به باشگاه فوتبال آکادمیکا و باشگاه فوتبال ستاره سرخ اشاره کرد.